# アルピーヌ・GTA
アルピーヌ・GTA（Grand Tourisme Alpine）は、フランスの自動車メーカーであるアルピーヌが、1984年から1991年まで製造したスポーツカーである。

## 概要
A310の後継として1984年に登場。シャシはFRP製のボディに鋼管製バックボーンフレームの組み合わせで、外装はウーリエによりデザインされ、フラッシュサーフェイス化によってCd値は0.28となっている。内装はマルチェロ・ガンディーニがデザインした。
エンジンはV型6気筒SOHC（PRV）をリアに搭載し、当初は2,849cc自然吸気（NA）のV6GTのみであったが、1985年に2,458cc ターボのV6ターボ（最高出力200PS/5750rpm、最大トルク29.6kgm/2500rpm）が追加された。
1989年には内外装を上質化したミッレ・ミリアが追加され、1990年には独自のフロントマスクを採用してフェンダーを拡張したスペシャルモデルのル・マンが追加された。
1991年にA610へモデルチェンジして生産終了。

### 他国での販売

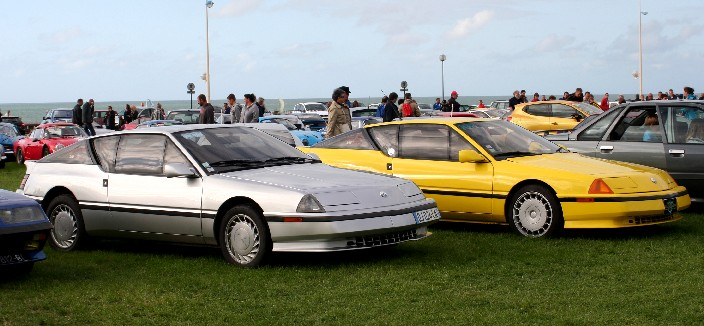
GTA（北米仕様）
リトラクタブル・ヘッドライトによる独自のフロントマスクを持つ

日本国内では、1986年から当時のルノーの正規輸入代理店であるジヤクス・カーセールスがV6ターボを輸入した。商標権の関係からGTAを名乗らず、「アルピーヌ・V6ターボ」として販売された。
また、当時ルノー傘下にあったアメリカン・モーターズ（AMC）を通じて、V6ターボが北米市場に導入される予定であったが、発売を予定していた1987年にAMCがルノー傘下から離れたため、実現しなかった。